# Labordiagnostik
Die medizinische Labordiagnostik ist der Oberbegriff für verschiedene Disziplinen der ärztlichen Diagnostik unter Verwendung von Probenmaterialien, darunter die Laboratoriumsmedizin, die bakteriologische und parasitologische Diagnostik, die Virusdiagnostik und humangenetische, transfusionsmedizinische und toxikologische (im Spezialfall die rechtsmedizinische) Labordiagnostik sowie die von spezialisierten Naturwissenschaftlern erbrachte Labordiagnostik unter ärztlicher Verantwortung. Ein der bekanntesten Methoden ist die Blutuntersuchung. Es gibt heute auch viele sogenannte Schnelltests, um schon nach kurzer Zeit Entscheidungen treffen zu können.
Das Heilpraktikergesetz legt in §1 ganz allgemein auch für die Diagnostik einen Arztvorbehalt fest. Da im HPG nicht alle unter Arztvorbehalt liegenden Tätigkeiten definiert sind, wurden durch weitere Gesetze zusätzliche Arztvorbehalte für bestimmte medizinische Einzeltätigkeiten definiert, aber auch gleichzeitig klargestellt, welche Tätigkeiten nicht zwingend unter dem Arztvorbehalt stehen müssen. Gemäß Transfusionsgesetz ist die Organisations-Gesamtverantwortung des Transfusionsverantwortlichen ausdrücklich eine ärztliche Leistung, die Laboruntersuchungen können im dazugehörigen immunhämatologischen Labor auch von darauf spezialisierten Naturwissenschaftlern erbracht und verantwortet werden. Eine solche Klarstellung enthält auch das Infektionsschutzgesetz hinsichtlich mikrobiologischer Laboruntersuchungen. Auch im Gendiagnostikgesetz gilt der Arztvorbehalt für die genetische Beratungstätigkeit und die Indikationsstellung für genetische Laboruntersuchungen. Dabei gestattet das Gesetz ein Delegieren der Labordiagnostik auch an andere Einrichtungen und/oder Personen.